# Anteripää
Anteripää är en kulle i Finland.   Den ligger i den ekonomiska regionen Norra Lappland och landskapet Lappland, i den norra delen av landet, 900 km norr om huvudstaden Helsingfors. Toppen på Anteripää är 602 meter över havet.
Terrängen runt Anteripää är huvudsakligen lite kuperad.  Trakten runt Anteripää är nära nog obefolkad, med mindre än två invånare per kvadratkilometer. Det finns inga samhällen i närheten. Omgivningarna runt Anteripää är i huvudsak ett öppet busklandskap.